# Brigada Carmeli
Brigada Carmeli (en hebreo: חטיבת כרמלי) (transliterado: Hativat Carmeli) es fuerza de reserva y unidad de infantería de las Fuerzas de Defensa de Israel (FDI). La brigada depende del Comando Norte de las FDI.

## Historia
La Brigada Carmeli se formó el 28 de febrero de 1948, como una de las brigadas de la fuerza de autodefensa judía Haganá. Luego se establecieron seis brigadas de infantería. Las tareas asignadas a la Brigada Carmeli, incluían la defensa de las ciudades de Haifa y Afula. El coronel Moshé Carmel, fue su primer comandante, el coronel tenía a 2.238 soldados bajo su mando.
- El 21.º Batallón: Fue formado en diciembre de 1947, con la tarea de proteger las líneas de comunicación en Galilea, posteriormente, se hizo cargo de la defensa de Yenín, el batallón incluía a reclutas de la ciudad de Haifa.
- El 22.º Batallón: Fue formado en diciembre de 1947, con la tarea de defender el área de Haifa. El batallón incluía estudiantes de la universidad Technion.
- El 23.º batallón: Fue formado en diciembre de 1947, con la tarea de defender la zona de Afula.
- El 24º Batallón: Fue formado en diciembre de 1947, con la tarea de defender los asentamientos israelíes ubicados alrededor de Haifa.

Durante Guerra civil durante el Mandato de Palestina, las principales tareas de la brigada incluían capturar una base logística británica ubicada cerca de Haifa, proteger el acceso al puerto de esa misma ciudad y tomar la refinería de petróleo de Haifa. A partir de marzo, las fuerzas de la brigada protegieron los convoyes judíos que se desplazaban entre los asentamientos israelíes cercanos y en abril participaron en la operación para capturar la ciudad de Haifa. 
Durante la Guerra de Independencia de Israel, la brigada participó en la campaña de Galilea contra las fuerzas armadas de varios países árabes. 
Después de la guerra, la brigada fue reorganizada y subordinada al Comando Norte de las FDI, actuando como una brigada de reserva de las FDI. 
Durante Guerra del Sinaí de 1956, la brigada no participó en las operaciones de combate, pero defendió la frontera del Estado de Israel con Jordania. La experiencia adquirida por las FDI en esta guerra, demostró la eficacia de la infantería mecanizada, por lo que la brigada se transformó en la 45.ª Brigada Blindada ("Barak"). 
El proceso de formación finalizó en 1962. La nueva brigada estaba formada por un batallón de tanques, dos batallones de infantería mecanizada, un batallón de artillería y una unidad de reconocimiento militar. En la Guerra de los Seis Días de 1967, la brigada entró en el Área de Judea y Samaria, asegurando las ciudades de Yenín y Nablus y posteriormente fue enviada a tomar la ciudad de Jericó. En abril de 1969, la brigada sufrió otra reorganización, pasando a llamarse: Brigada Blindada 188, su armamento incluía varios tanques. 
Durante la Guerra de Desgaste librada entre los años 1967 y 1970, la brigada participó en una incursión contra las posiciones sirias en los Altos del Golán (26 de junio de 1970), infligiendo grandes pérdidas a los sirios. La brigada sufrió sus mayores pérdidas durante la guerra de Yom Kipur en 1973. La brigada resistió el ataque de varias unidades blindadas sirias, diez veces más numerosas. La unidad perdió 112 soldados, incluido su comandante, en los intensos combates librados en los Altos del Golán, la brigada fue prácticamente casi destruida.
En 1974, la brigada pasó por una profunda reorganización. La 188.ª Brigada Blindada entró de nuevo en servicio, mientras que se creó la 165.ª Brigada de Infantería de reserva. 
Durante la Guerra del Líbano de 1982, la brigada aseguró la región de los Altos del Golán y el Valle del Jordán. Una parte de sus fuerzas fueron utilizadas durante la ocupación de la ciudad de Sidón y fueron desplegadas en la zona de Beirut. 
En la Guerra del Líbano de 2006, la brigada apoyó las operaciones realizadas, en los sectores central y occidental. En 2005, bajo la influencia de las solicitudes y las presiones de los antiguos veteranos de la brigada, la unidad recuperó su antiguo nombre y pasó a llamarse brigada de reserva Carmeli.

## Estructura
La Brigada Carmeli forma parte de la División Galil y está bajo las órdenes del Comando Norte de las FDI.
| Unidades militares : - Tres batallones de infantería. - Un batallón de artillería. - Una compañía de armas antitanque. - Una compañía de reconocimiento blindado. - Una unidad de fuerzas especiales israelíes. - Una compañía de comunicaciones. |

## Armamento
Los soldados de la brigada están armados con vehículos blindados de transporte de tropas M113, obuses autopropulsados M109 y cazacarros, los soldados de la brigada están armados con misiles antitanque (ATGM).